# Shakushain
Shakushain o Samkusaynu (Hokkaidō, ¿? - Kioto, 1669), jefe ainu.

## Vida
Nació en el norte de la isla de Hokkaidō, hijo de un rey ainu. Lideró la Rebelión de Shakushain, desde 1669 a 1672. La rebelión, cuyo pretexto fue el asesinato de un joven ainu por un colono japonés, pretendía sacar a estos últimos de Hokkaido. La rebelión no fue exitosa para los ainu y Shakushain cayó prisionero. Murió decapitado en Kioto en 1669.